# 3137 Horky
3137 Horky (1982 SM1) là một tiểu hành tinh vành đai chính được phát hiện ngày 16 tháng 9 năm 1982 bởi Mrkos, A. ở Klet.